# Gle Aron (kulle i Indonesien, lat 5,46, long 95,27)
Gle Aron är en kulle i Indonesien.   Den ligger i provinsen Aceh, i den västra delen av landet, 1 800 km nordväst om huvudstaden Jakarta. Toppen på Gle Aron är 285 meter över havet, eller 100 meter över den omgivande terrängen. Bredden vid basen är 0,54 km.
Terrängen runt Gle Aron är varierad. Havet är nära Gle Aron åt sydväst. Runt Gle Aron är det ganska tätbefolkat, med 179 invånare per kvadratkilometer. Närmaste större samhälle är Banda Aceh, 12,8 km nordost om Gle Aron. Trakten runt Gle Aron består till största delen av jordbruksmark.